# Boston Celtics 1989-1990
La stagione 1989-90 dei Boston Celtics fu la 44ª nella NBA per la franchigia.
I Boston Celtics arrivarono secondi nella Atlantic Division della Eastern Conference con un record di 52-30. Nei play-off persero al primo turno con i New York Knicks (3-2).

## Roster
| N° | Naz.                   | Ruolo | Sportivo         | Anno | Alt. | Peso |
| -- | ---------------------- | ----- | ---------------- | ---- | ---- | ---- |
| 00 | Stati Uniti (bandiera) | C     | Robert Parish    | 1953 | 213  | 104  |
| 3  | Stati Uniti (bandiera) | G     | Dennis Johnson   | 1954 | 193  | 84   |
| 4  | Stati Uniti (bandiera) | GA    | Jim Paxson       | 1957 | 198  | 91   |
| 5  | Stati Uniti (bandiera) | G     | John Bagley      | 1960 | 183  | 84   |
| 7  | Stati Uniti (bandiera) | G     | Kelvin Upshaw    | 1963 | 188  | 82   |
| 11 | Stati Uniti (bandiera) | A     | Michael Smith    | 1965 | 208  | 102  |
| 13 | Stati Uniti (bandiera) | G     | Charles E. Smith | 1967 | 185  | 73   |
| 32 | Stati Uniti (bandiera) | AC    | Kevin McHale     | 1957 | 208  | 95   |
| 33 | Stati Uniti (bandiera) | A     | Larry Bird       | 1956 | 206  | 100  |
| 34 | Stati Uniti (bandiera) | GA    | Kevin Gamble     | 1965 | 196  | 95   |
| 35 | Stati Uniti (bandiera) | GA    | Reggie Lewis     | 1965 | 201  | 88   |
| 53 | Stati Uniti (bandiera) | C     | Joe Kleine       | 1962 | 211  | 116  |
| 54 | Stati Uniti (bandiera) | A     | Ed Pinckney      | 1963 | 206  | 88   |

## Staff tecnico
- Allenatore: Jimmy Rodgers
- Vice-allenatori: Chris Ford, Lanny Van Eman
- Preparatore atletico: Ed Lacerte